# Morti nel 1493
| Questa pagina contiene informazioni ricavate automaticamente dalle voci biografiche con l'ausilio del template Bio e di un bot. L'aggiornamento è periodico e automatico e ricostruisce completamente la pagina. Se manca una persona in questa lista, sei pregato di non aggiungerla, ma accertati piuttosto che la sua voce biografica contenga il template Bio e che i dati anagrafici siano correttamente compilati. Se il template Bio manca, inseriscilo tu stesso o, in alternativa, metti l'avviso {{tmp\|Bio}} che ne segnala la mancanza. Se i dati riportati sono sbagliati, correggi direttamente la voce biografica; le modifiche saranno visibili in questa lista entro pochi giorni. Per chiarimenti vedi il progetto biografie. La lista contiene solo le 38 persone che sono citate nell'enciclopedia e per le quali è stato implementato correttamente il template Bio. Pagina aggiornata al 2 giu 2025. |

- 4 febbraio - Ardicino della Porta iuniore, cardinale italiano (n. 1434)
- 24 marzo - Francesco di Simone Ferrucci, scultore italiano (n. 1437)
- 31 marzo - Martín Alonso Pinzón, navigatore e esploratore spagnolo (n. 1441)
- 11 aprile - Bartolomeo Paganelli, umanista italiano
- 14 maggio - Nannina de' Medici, nobildonna italiana (n. 1448)
- 9 giugno - Hatakeyama Masanaga, militare giapponese (n. 1442)
- 14 giugno - Ermolao Barbaro il Giovane, umanista, patriarca cattolico e diplomatico italiano (n. 1454)
- 22 giugno - Giovanna Stuart, principessa scozzese (n. 1428)
- 8 luglio - Benedetto degli Alessandri, nobile e politico italiano (n. 1424)
- 18 luglio - Robert de Croixmare, arcivescovo cattolico francese (n. 1445)
- 22 luglio - Agostino de Fango, presbitero italiano
- 10 agosto - Udalrico Frundsberg, vescovo cattolico tedesco
- 19 agosto - Federico III d'Asburgo, re (n. 1415)
- 24 agosto - Andrea Cappello, ambasciatore e banchiere italiano
- 11 settembre - Caterina d'Austria, nobile (n. 1420)
- 11 ottobre - Eleonora d'Aragona, principessa italiana (n. 1450)
- 16 ottobre - Gerolamo Landi, patriarca cattolico, arcivescovo cattolico e diplomatico italiano
- 20 ottobre - Giovanni Conti, cardinale e arcivescovo cattolico italiano (n. 1414)
- 6 novembre - Andrej Vasil'evič Bol'šoj, principe russo (n. 1446)
- Stefano V Báthory, nobile e militare ungherese (n. 1430)
- Coriolano Cippico, storiografo e umanista italiano (n. 1425)
- Taddeo Dal Verme, di Luigi, condottiero italiano
- Giovanni de' Rossi, vescovo cattolico italiano (n. 1419)
- Giovanbattista Gaglioffi, vescovo cattolico italiano
- Jacopo del Sellaio, pittore italiano
- Girolamo Manfredi, filosofo, medico e astrologo italiano (n. 1430)
- Philippe Pot, diplomatico francese
- Paride del Pozzo, giurista italiano (n. 1410)
- Abraham Senior, rabbino, banchiere e politico spagnolo (n. 1412)
- Pietro Antonio Solari, scultore e architetto italiano
- Luis de Torres, esploratore spagnolo
- Ludovico Urbani, pittore italiano (n. 1460)
- Enrico IV Ventimiglia, nobile, politico e militare italiano
- Alberto Visconti d'Aragona, condottiero italiano
- Antonella d'Aquino, nobile italiana
- Violante da Montefeltro, nobile italiana (n. 1430)
- Diego de Arana, politico e marinaio spagnolo (n. 1468)
- Elia del Medigo, filosofo (n. 1458)